# David Blu
David Blu, nato David Bluthenthal (Los Angeles, 18 luglio 1980), è un ex cestista statunitense naturalizzato israeliano.
Nato negli USA, per via della madre e della Legge del ritorno, ha anche il passaporto israeliano; è di religione ebraica.
È alto 2,01 m e pesa 109 kg, gioca in posizione di ala.

## Carriera
Proveniente da una famiglia dell'Upper Class californiana, Bluthenthal, dopo aver frequentato la University of Southern California, nel 2001 approda in Israele per giocare con il Maccabi Tel Aviv. Qui vinse l'Eurolega nel 2004 con un ruolo da protagonista nella finale.
In seguito tentò l'avventura in NBA con i Sacramento Kings, ma senza successo. Nella stagione 2004-05 inizialmente gioca in Russia, con la Dinamo San Pietroburgo, (in quel momento allenato da David Blatt), a metà stagione passa alla Benetton Basket sotto la guida di Ettore Messina, disputa le prime partite a ottimi livelli ma poi il rendimento cala e non guadagna la riconferma.
Nell'estate 2005 il mercato lo porta alla Virtus Bologna neopromossa, fortemente voluto dal coach Zare Markovski. A Bologna riveste il ruolo di leader del gruppo bianconero accumulando cifre notevoli (20,2 punti, 5 rimbalzi, 47,6% da due, 40,8% da tre, in 35,4 minuti di utilizzo) e per molte giornate è il miglior marcatore del campionato. Nel girone di ritorno si infortuna e la Virtus fallisce l'obiettivo play-off.
Gli viene offerto un contratto da 300.000 dollari in due stagioni ma rinuncia all'ultimo momento per passare alla Fortitudo.
Nella stagione in corso David è tornato a giocare nel Maccabi Tel-Aviv di Oded Katash.
Dopo un'annata in Francia al Le Mans Sarthe, Blu ritorna in Israele al Maccabi, che trascinerà nel 2010-2011 alla Final Four di Eurolega a Barcellona, dove gli israeliani saranno sconfitti in finale dai greci del Panathīnaïkos. 
Dopo l'annata 2011-12, il cestista californiano decide di ritirarsi, ma dopo essersi reso conto quanto la pallacanestro sia importante per lui, decide di tornare a giocare nell'autunno 2013 al Maccabi. 
Blu vincerà dunque nuovamente l'Eurolega con i gialli, sconfiggendo a Milano CSKA e Real Madrid. 
Al termine della stagione annuncia il ritiro: viene inserito nella gara interna contro il Panathinaikos nel 2015 nell'Hall of Fame del Maccabi.

## Carriera internazionale
Pur avendo la cittadinanza, rifiutò di giocare per Israele agli Europei del 2005 e del 2007. Solo nell'estate del 2010 Bluthenthal accettò di giocare, disputando la sua prima partita il 19 luglio 2010 contro il Portogallo.
David Blu ha partecipato con la maglia di Israele ad Eurobasket 2011 in Lituania, totalizzando 12,8 punti a partita. 
Il cammino degli israeliani si ferma però al primo turno.

## Palmarès

### Squadra
- Campionato israeliano: 5

Maccabi Tel Aviv: 2002-03, 2003-04, 2010-11, 2011-12, 2013-14
- Coppa di Israele: 6

Maccabi Tel Aviv: 2002-03, 2003-04, 2009-10, 2010-11, 2011-12, 2013-14
- Coppa Italia: 1

Pall. Treviso: 2005
- Coppa di Francia: 1

Le Mans: 2008-09
- Semaine des As: 1

Le Mans: 2009
- Coppa di Lega israeliana: 3

Maccabi Tel Aviv: 2007, 2010, 2011
- Eurolega: 2

Maccabi Tel Aviv: 2003-04, 2013-14
- Lega Adriatica: 1

Maccabi Tel Aviv: 2011-12

### Individuale
- MVP Coppa di Lega israeliana: 1

Maccabi Tel Aviv: 2007
- MVP Semaine des As: 1

Le Mans: 2009
- Ligat ha'Al MVP finali: 1

Maccabi Tel Aviv: 2010-11